# Каас, Рене
Рене Каас (эст. Rene Kaas; 16 января 1982, Таллин) — эстонский футболист, вратарь.

## Биография
Начинал играть в футбол на взрослом уровне в командах, входивших в систему таллинской «Флоры» — «ФК Лелле» во второй лиге и «Лелле СК» в высшем дивизионе Эстонии. Дебютный матч в элите сыграл 2 августа 1998 года в составе «Лелле СК» против «Таллинна Садам» (0:7), заменил в перерыве Тоомаса Трейеля и во втором тайме пропустил 5 голов. 24 августа 1998 года сыграл первый матч за «Флору» против «Тулевика» (5:0), заменив на 76-й минуте Тоомаса Тохвера, а в конце сезона снова играл за «Лелле СК». В дальнейшем выступал на правах аренды в первой лиге за «Лелле ФК» и «Тервис» (Пярну). В 2001 году играл в высшей лиге за «Курессааре» и «Тулевик» (Вильянди), а в 2002 году выступал за «Курессааре» в первой лиге, где стал вторым призёром. В 2003 году возвращён в основную команду «Флоры», но не смог закрепиться в составе, сыграв 13 матчей за три сезона, а большую часть времени проводил на правах аренды в «Тервисе». С «Флорой» становился чемпионом (2003, 1 матч) и бронзовым призёром (2004, 9 матчей) чемпионата Эстонии. Осенью 2005 года играл на правах аренды в высшей лиге за «Валгу».
В 2006 году снова играл за «Тулевик», а в 2007 году — за «Курессааре», оба клуба играли в высшей лиге. В 2008 году перешёл в состав дебютанта высшего дивизиона «Нымме Калью» (Таллин), провёл в клубе полтора сезона, будучи его капитаном. Финалист Кубка Эстонии 2008/09, участник двух матчей Лиги Европы (2009). Летом 2009 года решил завершить профессиональную карьеру, но до конца сезона ещё несколько раз включался в заявку как запасной. В 2010—2011 годах играл на любительском уровне в третьем дивизионе за «ХЮЙК» (Эммасте).
Всего в высшем дивизионе Эстонии сыграл 152 матча.
Выступал за сборные Эстонии младших возрастов, сыграл более 30 матчей. В середине 2000-х годов вызывался в национальную сборную Эстонии, но в официальных матчах не выходил на поле.
После окончания футбольной карьеры принимал участие в любительских соревнованиях по велоспорту на построенном вместе с друзьями 4-местном велосипеде.

## Достижения
- Чемпион Эстонии: 2003
- Бронзовый призёр чемпионата Эстонии: 2004
- Финалист Кубка Эстонии: 2008/09